# Šprinc
Šprinc – wieś w Słowenii, w gminie Razkrižje. W 2018 roku liczyła 130 mieszkańców.